# (12276) IJzer
(12276) IJzer est un astéroïde de la ceinture principale.

## Description
(12276) IJzer est un astéroïde de la ceinture principale. Il fut découvert le 18 novembre 1990 à La Silla par Eric Walter Elst. Il présente une orbite caractérisée par un demi-grand axe de 2,68 UA, une excentricité de 0,15 et une inclinaison de 7,0° par rapport à l'écliptique.

## Compléments